# Thuidiopsis sparsa
Thuidiopsis sparsa är en bladmossart som beskrevs av Brotherus 1925. Thuidiopsis sparsa ingår i släktet Thuidiopsis och familjen Thuidiaceae. Inga underarter finns listade i Catalogue of Life.